# Raionul Berdîciv, Jîtomîr
Berdîciv (în ucraineană Бердичівський район, transliterat: Berdîcivskîi raion) este un raion în regiunea Jîtomîr, Ucraina. Are reședința la Berdîciv.
Are o suprafață de 3.018,5 km². Populația este de 156.419 locuitori, determinată în 1 ianuarie 2022, prin bilanț demografic[*].